# Mészáros Ádám (néprajzkutató)
Mészáros Ádám (Nagykanizsa, 1973. december 13. –) magyar etnográfus, muzeológus, családtörténet-kutató

## Tanulmányai
Nagykanizsán nevelkedett, majd Zalaegerszegen érettségizett 1992-ben. A Széchenyi István Szakközépiskola magasépítési szakán 1993-ban magasépítőipari technikusi oklevelet szerzett. Egyetemi tanulmányait a pécsi Janus Pannonius Tudományegyetemen (Pécsi Tudományegyetem) és a kolozsvári Babeş-Bolyai Tudományegyetemen végezte. A Pécsi Tudományegyetem bölcsészkarán 2001-ben etnográfusként diplomázott. 2005-től a PTE interdiszciplináris doktori iskolájának doktorandusz (PhD) hallgatója.

## Néprajzi és genealógiai tevékenysége
1998-tól foglalkozik társadalomnéprajzi és családtörténeti kutatásokkal, eredményeit rendszeresen publikálja. 2001-2011 közt a barcsi Dráva Múzeum munkatársa, néprajzos muzeológus és a néprajzi gyűjtemény kezelője. 2003-tól 2011-ig a Dráva Múzeum igazgatója. 2003-2010 közt a Gyökerek című múzeumi évkönyv és a Dráva Menti Füzetek szerkesztője. Számos néprajzi és helytörténeti tematikájú időszaki kiállítás rendezője, a Barcs múltja és jelene című állandó kiállítás társrendezője és a csokonyavisontai „Falumúzeum” egyik alapítója. Meghívott előadóként gyakran tart helytörténeti és genealógiai témájú előadásokat.
A Magyar Családtörténet-kutató Egyesület és a Magyarországi Németek Családfakutató Egyesülete (AkuFF) tagja.
Főbb kutatási témái:
- migráció a 18. században
- a német jobbágyság betelepítése Magyarországra
- a beás cigányok története
- interetnikus kapcsolatok
- családtörténet

## Főbb publikációi
- Tótszentmárton története. (községtörténeti monográfia) Tótszentmárton, 2001. 1-116. ISBN 9630081679
- „Keljünk fel s mennyünk Betlehembe…” Karácsonyi néphagyományok Somogy megyében. In: Barcsi Körkép 2003/12.
- Kútvölgyi Vendel, a kútásó mesterség élő legendája Barcson. Gyökerek. A Dráva Múzeum tanulmánykötete. Barcs, 2004. 143-156.
- Családtörténet a budai hegyekben. 2005.[4]
- Horvátok és magyarok a 18. századi Barcson. In: Gyökerek. A Dráva Múzeum tanulmánykötete. Barcs, 2006. 45-66.
- Németek betelepülése Barcsra 1770 és 1828 között. In: Gyökerek. A Dráva Múzeum tanulmánykötete. Barcs, 2005. 11-38.
- A beás cigányok korai története és megtelepedésük Barcson. In: Gyökerek. A Dráva Múzeum tanulmánykötete. Barcs, 2007. 41-77.
- A családkutatás rövid története. Történelmi Magazin VIII. évfolyam 9. szám. Sepsiszentgyörgy, 2006. 26-27.
- Felvidéki magyarok betelepülése Barcsra és környékére a II. világháború után. In: Gyökerek. A Dráva Múzeum tanulmánykötete. Barcs, 2008. 67-91.
- "Rablókkali találkozás." - Juhász Mihály németi plébános feljegyzései Gelencsér Józsiról, a nevezetes somogyi rablóról. In: Somogy Megyei Múzeumok közleményei 18. Szerk. Ábrahám Levente. Kaposvár, 2008. 251-260. (tsz.:Rózsás Márton)
- A barcsi beások. Egy Dráva menti cigány közösség két évszázada. In: Cigánysors. A cigányság történeti múltja és jelene. Felelős szerk. Márfi Attila. Szerk. dr. Kosztics István. Pécs, 2009. 35-44.
- Déli végek öröksége. Bemutatkozik a barcsi Dráva Múzeum. In: Somogy Megyei Múzeumok közleményei 19. Kaposvár, 2010. (tsz.: B. Czeller Szilvia) ISSN 2060-1980
- A barcsi beások múltja a történeti adatok és a helyi hagyomány tükrében. A cigány kultúra történeti és néprajzi kutatása a Kárpát-medencében. A Bódi Zsuzsanna emlékére rendezett történeti-néprajzi konferencia előadásai. (Gödöllő, 2009. február 18-20. Szerk. Deáky Zita - Nagy Pál. Cigány Néprajzi Tanulmányok 15. Budapest - Gödöllő, 2010. 237-248.
- Munka és vándorlás – Életformák egy magyarországi német család történetében. In: Gyökerek. A Dráva Múzeum tanulmánykötete. Barcs, 2010. 56-67.
- A németek betelepülése Vörösvárra a török háborúk után. In: Vörösvári Újság – Werischwarer Zeitung. XX. évf. 8. szám. 2014. augusztus. Felelős szerk.: Palkovics Mária. Pilisvörösvár, 2014. 12-13. (online: vorosvariujsag.pilisvorosvar.hu)
- Kiskanizsára beköltözött családok 1690 és 1760 között. Újabb adatok Kiskanizsa településtörténetéhez. In: Zalai Múzeum 23. Szerk: Simmer Lívia. Zalaegerszeg, 2017. pp. 217-224. (online: )

Szerkesztőként és társszerzőként:
- Csokonyavisonta (községi monográfia). Szerkesztő: Mészáros Ádám. Szerzők: + Dombóvári László (posztumusz), Kuminetz Gyula, Mészáros Ádám. Csokonyavisonta-Pécs, 2014. 1-289.

## További  információk
- Somogyi Hírlap 2006. december 30. 4. Megyei Hírek - Barcs